# Citrus garrawayae
La limetta del Monte White (Citrus garrawayae F.M.Bailey, 1900) è un agrume nativo del Queensland settentrionale.
Così nominato in onore dello scopritore, R. W. Garraway, la pianta è endemica delle zone di mezza collina e della foresta pluviale degli altopiani del Cook District, Mount White nella penisola di Capo York (Nord-Est Australia), e nell'isola di Goodenough, in Papua-Nuova Guinea.
Raggiunge un'altezza di 12–15 m.
Per diversi aspetti è simile al "finger lime" (Citrus australasica), le foglie però sono più grandi e larghe, i frutti, simili a quelli del "finger lime", sono a buccia verde e polpa verde a maturità, hanno meno spicchi e buccia più sottile.
È probabile una minore resistenza al freddo rispetto al "finger lime".
Per le popolazioni locali l'uso è analogo a quelli del round lime (Citrus australis).